# Zr.Ms. Java (1921)
Zr.Ms. Java var en kryssare av Java-klass i Nederländernas kungliga flotta. Hon sänktes under slaget vid Javasjön den 27 februari 1942.

## Tjänstgöring
Fartyget byggdes av Koninklijke Maatschappij de Schelde i Vlissingen och kölsträcktes den 31 maj 1916. Fartyget sjösattes den 6 augusti 1921 och togs i bruk den 1 maj 1925.
Senare samma år, den 14 oktober, lämnade Java Nederländerna för att segla till Nederländska Ostindien. Hon anlände till Tanjung Priok den 7 december samma år.
Den 29 juli 1929 lämnade Java, jagarna De Ruyter och Evertsen samt ubåtarna K II och K VII Surabaya och seglade till Tanjung Priuk. Där väntade fartygen på den kungliga yachten Maha Chakri från kungen av Siam och jagaren Phra Ruang. Därefter besökte fartygen, utan ubåtarna, Bangka, Belitung, Riau, Linggaöarna, Belawan och Deli. Den 28 augusti samma år återvände de till Tanjung Priok.
Den 31 augusti 1929 deltog hon i en flottuppvisning i Tanjung Priok. Evenemanget hölls för att hedra den nederländska drottningen Vilhelmina av Nederländerna som föddes den dagen. Andra fartyg som deltog i uppvisningen var jagarna De Ruyter och Evertsen.
Den 23 augusti 1936 deltog Java, hennes systerfartyg Sumatra och jagarna Van Galen, Witte de With och Piet Hein under flottans dagar i Surabaya. Senare samma år, den 13 november, gjorde hon och hennes systerfartyg och jagarna Evertsen, Witte de With och Piet Hein ett flottbesök i Singapore. Före besöket hade de övat i Sydkinesiska havet.
När hon återvände till Nederländerna skickades hon till Gibraltar där hon eskorterade fartyg under det spanska inbördeskriget i Gibraltarsundet från den 1 april till den 5 maj 1937.
Efter sju månaders ombyggnad i Nederländerna seglade hon till Ostindien den 4 maj 1938. På vägen dit eskorterade hon fartyg i Gibraltarsundet den 10-13 maj och den 25 juni samma år anlände hon till Tanjung Priuk. Den 13 oktober samma år kolliderade hon med jagaren Piet Hein i Sundasundet. Java reparerades därefter i Surabaya.

### Andra världskriget

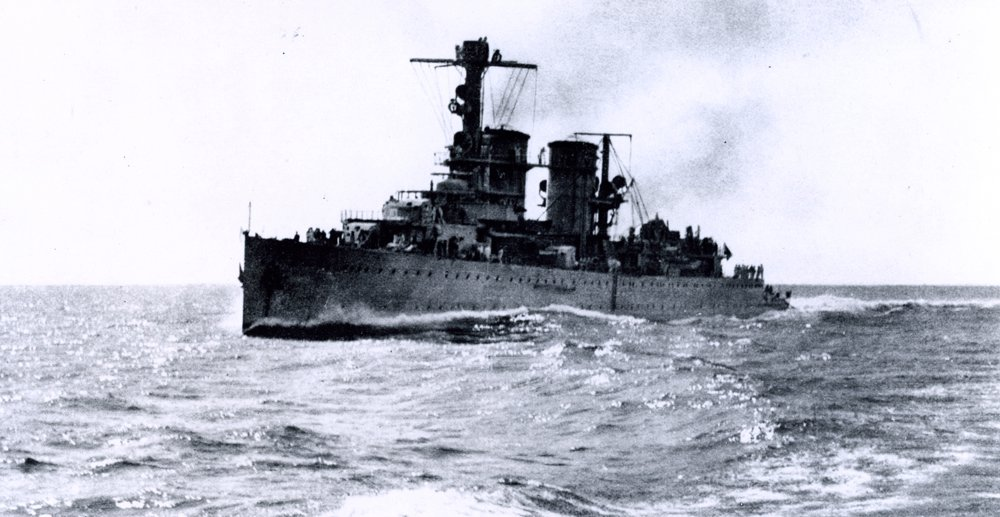
Zr.Ms. Java 1939 efter hennes ombyggnad

När kriget mot Japan inleddes i december 1941 eskorterade Java fartyg tillsammans med brittiska styrkor. Den 15 februari 1942 attackerades den styrka som Java ingick i av "Kate"-bombplan från hangarfartyget Ryūjō, men fartyget skadades inte.
Den 19 februari seglade ABDA:s ("American-British-Dutch-Australian Command") flottstyrkor till Bali för att försöka störa de japanska landstigningarna där, och Java deltog i slaget vid Badung-sundet. Java deltog i striden men blev ej skadad. Japanerna lyckades erövra Bali samtidigt som de allvarligt skadade kryssaren Tromp och en nederländsk jagare och sänkte Piet Hein.
Den 27 februari 1942 deltog Java i slaget vid Javasjön. Under kvällsfasen av slaget träffades hon av en torped avfyrad från den japanska kryssaren Nachi. Torpeden detonerade ett magasin och sprängde sönder aktern vilket orsakade en översvämning i det akterliga maskinrummet och satte eld på luftvärnsdäcket. När fartyget fick en kraftig slagsida åt babord förstörde översvämningen den elektriska utrustningen. Besättningen övergav fartyget och Java sjönk ungefär femton minuter efter att ha träffats av torpeden. 512 av besättningen miste livet i förlisningen.